# Épinay-sur-Seine
Épinay-sur-Seine là một xã trong vùng đô thị Paris, thuộc tỉnh Seine-Saint-Denis, vùng hành chính Île-de-France của nước Pháp, có dân số là 46409 người (thời điểm 1999). Tọa độ địa lý của xã là 48° 57' vĩ độ bắc, 2° 18' kinh độ đông. Épinay-sur-Seine nằm trên độ cao trung bình là m mét trên mực nước biển, có điểm thấp nhất là 22 mét và điểm cao nhất là 60 mét.

## Thông tin nhân khẩu
| 1946   | 1954   | 1962   | 1968   | 1975   | 1982   | 1990   | 1999   |
| ------ | ------ | ------ | ------ | ------ | ------ | ------ | ------ |
| 16 269 | 17 611 | 34 167 | 41 774 | 46 578 | 50 314 | 48 762 | 46 409 |